# DDK
DDK (от англ. Driver Development Kit) — набор из средств разработки, заголовочных файлов, библиотек, утилит, программного кода примеров и документации, который позволяет программистам создавать драйверы для устройств по определённой технологии или для определённой платформы (программной или программно-аппаратной). Название произошло от более общего термина SDK (англ. Software Development Kit), которым обозначают комплекты для разработки программ вообще, не только драйверов.
Создание драйвера возможно и без использования DDK, однако DDK содержит средства, упрощающие разработку драйвера (например, готовые примеры и шаблоны кода), обеспечивающие совместимость драйвера с операционной системой (символические определения констант, определения интерфейсных функций ОС, определения, зависящие от типа и версии ОС), а также установку и тестирование драйвера.
В экосистеме, связанной с операционной системой Windows, термин устарел, и заменён термином WDK — Windows Driver Kit. Продукт доступен для бесплатной загрузки через сайт Microsoft Connect и содержит в себе средства построения программ как режима ядра, так и пользовательского режима.

## Примеры
- Windows Driver Kit компании Майкрософт
- Solaris/OpenSolaris [2]
- DDK для разработки драйверов принтеров для Linux